# Svěřte případ Kallovi
Svěřte případ Kallovi (v originále Mästerdetektiven Blomkvist lever farligt) je v pořadí druhá kniha ze série dobrodružných románů pro děti od švédské autorky Astrid Lindgrenové. Poprvé byla vydána v roce 1951, prvního českého vydání se pak titulní hrdina Kalle Blomkvist dočkal téměř o dvacet let později (roku 1970), kdy knihu připravilo vydavatelství Albatros. 

## Děj
Příběh se odehrává během letních prázdnin v ospalém švédském městečku Lillköpingu. Šest dobrých přátel ale nelení a tráví dva a půl měsíce plné sluníčka skvělou zábavou – Válkou Růži. Kalle, Eva-Lotta a Anders se nazývají vznešenými rytíři Bílé růže, zatímco Sixten, Benka a Jonte jsou neméně vznešenými rytíři Růže červené. Bílé růže v čele s detektivem Kallem pomohly minulé léto s dopadením zlodějů šperků, nic ale nenasvědčuje tomu, že by se něco podobného mělo stát i teď. Proto se děti věnují své obvyklé zábavě a válčí o Velkého bručouna, což je pro ostatní zcela obyčejný kámen, kterému ale děti přikládají magické schopnosti.
Velkého bručouna mají momentálně v držení rytíři Bílé růže, ale protože se obávají o bezpečnost jeho úkrytu, vyšlou kluci Evu-Lottu, aby kámen přemístila jinam. Než se ale Eva-Lotta dostane k jeho skrýši na Prérii, rozsáhlé travnaté pláni za městem se starobylým opuštěným Zámečkem, objeví ve křoví mrtvé tělo starého lichváře, dědy Grena. Potkává i samotného vraha, který právě prchá z místa činu.
Dívka se tak stává důležitou svědkyní, která napomáhá řešení složitého případu, zároveň se ale sama ocitá ve velkém nebezpečí. Hlavně kvůli tomu, že místní noviny otiskly článek, kde zmínily její jméno i adresu. Toho se snaží využít i vrah, který Evě-Lottě posílá otrávenou čokoládu. Nikomu se ale nic vážného nestane a po krátkém příměří se děti znovu pouštějí do bezstarostných her. Vrah je ale stále nesvůj a neustále se vrací na Prérii, kde se snaží najít  dlužní úpis, který mu v den vraždy vypadl.
Jednoho dne na konci prázdnin se k Zámečku vracejí i Bílé růže, které se snaží najít své tajné listiny, ty jim totiž Sixten, Benka a Jonte někam schovali. Nacházejí ale jenom mapu s instrukcemi, kde mají listiny vykopat. Anders s Kallem nechávají Evu-Lottu v Zámečku a vydávají se prohlédnout si místo činu. Mezitím ale přichází vrah, který je potěšen tím, že jej dívka nepoznává. Opět se jej ale zmocňuje strach, když se dozví, že zde děti hledaly jakýsi papír, který se jim také podařilo najít. S příchodem chlapců si Eva-Lotta uvědomuje, že muž, se kterým se baví, je vrah. Varuje kluky tajnou loupežnickou řečí. Kalle proto na chvíli odbíhá a zajišťuje pomoc, aniž by o tom měl vrah tušení. Poté se oba chlapci vydávají do Zámečku Evě-Lottě na pomoc. Uvnitř jim pachatel vyhrožuje revolverem, dětem se ho ale podaří odzbrojit a zamknout.
Přestože vrah nakonec vyskočí oknem, policie, kterou na Kallovu žádost zburcovali Červení, jej zanedlouho zatýká. Kallovi a jeho přátelům se znovu podařilo dopadnout zločince, vyváznout celí a užít si pořádné prázdninové dobrodružství.

## Přijetí díla
V době svého prvního českého vydání se tato kniha stala u dětských čtenářů populární.
První vydání ilustroval Josef Novák, jehož grafika byla kladně oceňována zejména kvůli použití prvků nadsázky a dětské rozjívenosti, čímž koresponduje s vizí autorky. Na novějších vydáních pracoval Miloslav Disman. Jeho černobílé kresby naopak přidávají knihám trochu realističtější nádech.  
Přestože tuto sérii knih označil švédský spisovatel K. A. Blom za „možná nejdůležitější švédský detektivní příběh pro mladé čtenáře“. Přesto se ale může zdát, že pro novodobé čtenáře jsou příběhy detektiva Kalla již trochu nevyhovující. Annette Ewaldová vyzpovídala ve své disertační práci švédské žáky čtvrtých tříd, kteří si knihy přečetly. Jejich hodnocení bylo spíše průměrné, zatímco Kalle Blomkvist: Mästerdetektiven lever farligt (v češtině vyšel jako Kalle Blomkvist – nebezpečný život detektiva), film z roku 1996 děti bavil více. Nepříliš kladné výpovědi školáků potvrzují i klesající počty výpůjček těchto knih ve švédských knihovnách. Na výsluní se tak v tomto žánru dostávají jiní autoři, například Martin Widmark se sérií knih Detektivní kancelář Lasse & Maja.